# Middle East Broadcasting Centre
MBC eller Middle East Broadcasting Centre är ett privatägt saudiarabiskt TV-företag med arabisk-språkiga program, grundat 1991. Det har sedan 2002 sitt säte i Dubai, Förenade arabemiraten, tidigare sände det från London.
MBC har flera TV-kanaler: MBC 1, MBC 2, MBC 3, MBC 4, MBC Action och MBC FM. På MBC 4 sänder de tv-serien Gümüş "Nour" och Ihlamurlar altinda "Sanawat al-daya".